# Pyra Labs
Pyra Labs là công ty đã tạo ra từ Blog và sáng lập dịch vụ Blogger.
Những người đồng sáng lập là Evan Williams và Meg Hourihan. Sản phẩm đầu tiên của công ty cũng gọi là 'Pyra', là một sự ứng dụng web, nó sẽ kết hợp người quản lý dự án, người quản lý liên lạc, và danh sách việc cần làm. Năm 1999, khi vẫn còn trong bản beta, các kiến thức sơ dẳng của Pyra được thêm thắt nối vào một công cụ trong nhà mà đã trở thành Blogger. Dịch vụ này đã được cung ứng cho công chúng vào tháng 8 năm 1999. Phần lớn việc mã hóa này được thực hiện bởi Paul Bausch và Matthew Haughey
Ban đầu, Blogger là dịch vụ hoàn toàn miễn phí, không có doanh thu. Khi tiền vốn của công ty cạn kiệt, các nhân viên tiếp tục làm việc mà không có lương hàng tuần lễ - hoặc trong một số trường hợp – hàng tháng, và cuối cùng Williams phải đối mặt với việc mọi người nghỉ việc, kể cả người đồng sáng lập Hourihan. Williams điều hành hoạt động công ty hầu như một mình cho đến khi có sự đầu tư của công ty Trellix sau khi người sáng lập Dan Bricklin của nó biết về hoàn cảnh của Pyra.
Trong năm 2002, Blogger đã được viết lại hoàn toàn để cấp phép cho các công ty khác, công ty đầu tiên trong số này là Globo của Brasil.
Trong năm 2003, Google mua lại Pyra. Vào thời điểm việc mua lại thì Evan Williams, Jason Shellen, Steve Jenson, Jason Sutter, Jason Goldman và Rudy Winnacker đang làm việc tại công ty.
Năm 2004, Williams rời khỏi Google, sau đó tiến hành việc thành lập Obvious Corp.
Năm 2006, Jason Goldman cũng rời khỏi Google.
Hourihan đã liên kết với Kinja và một số trang web khác.